# تييري بنوا
تييري بنوا (بالفرنسية: Thierry Benoit) هو سياسي فرنسي، ولد في 13 سبتمبر 1966 في فرنسا. حزبياً، نشط في الاتحاد من أجل الديمقراطية الفرنسية. وقد انتخب نائب فرنسي عن دائرة Ille-et-Vilaine's 6th constituency ‏ وقد انضم خلال فترته النيابية ‏ (21 يونيو 2017 – ) للكتلة البرلمانية UDI and Independents group ‏ وانتخب نائب فرنسي عن دائرة Ille-et-Vilaine's 6th constituency ‏ خلال فترته النيابية (20 يونيو 2012 – 20 يونيو 2017) وانتخب نائب فرنسي عن دائرة Ille-et-Vilaine's 6th constituency ‏ خلال فترته النيابية ‏ (20 يونيو 2007 – 19 يونيو 2012).

## وصلات خارجية
- الموقع الرسمي